# A legsötétebb óra (film, 2017)
A legsötétebb óra (The Darkest Hour) 2017-ben bemutatott amerikai–brit háborús dráma, melynek rendezője Joe Wright, főszereplője Gary Oldman.
A filmnek 2017. szeptember 1-én volt a premierje a Telluride Filmfesztiválon. Az Egyesült Államokban korlátozott vetítéseket tartottak november 22-től, majd december 22-én mutatták be a teljes amerikai publikumnak. Hazánkban január 18-án (az Egyesült királyságbeli premier után egy nappal) vetítették.
A film teljes bevétele 147 millió dollár.

## Rövid történet
A film Winston Churchill (Gary Oldman) első egy hónapját mutatja be miniszterelnökként, mikor elhatározta, hogy nem kezd béketárgyalásokba Hitlerrel. Ez a döntés adott irányt az Egyesült Királyság politikájának az egész II. világháborúban.

## Cselekmény
1940 májusában járunk, mikor az ellenzékben lévő Munkáspárt az Egyesült Királyság akkori miniszterelnökének, Neville Chamberlainnek lemondását követeli, mivel az képtelen megvédeni országát a náci veszélytől. Chamberlain eleinte Lord Halifaxet akarja utódjául kinevezni, azonban ő nem érzi ennek idejét, ezért Winston Churchill mellett döntöttek, aki mind a Konzervatív Párt, mind a Munkáspárt támogatását élvezte.
Churchill ekkor ismerkedik meg új titkárnőjével, Elizabeth Laytonnal, akit első találkozásuk után elbocsátani készül, mivel a lány többször is félrehallotta és hibásan gépelte, amit Churchill diktált. Közvetlen ezután kapja meg a levelet, melyben VI. György király arra kéri, alakítson kabinetet Chamberlainnel és Halifax-szel együttműködve.
Bár Churchillnek igaza volt Hitler fenyegetésével kapcsolatban, sokakban bizalmatlanságot ébresztenek az első világháborúban történt katonai baklövései. Első parlamenti felszólalását (melyben kijelentette, nem ígérhet mást, „csak vért, verítéket és könnyeket”) hűvös fogadtatás követi, melyért a király kérdőre vonja. Churchill nem akar béketárgyalásokba kezdeni a németekkel, mivel azokat megbízhatatlannak találja, azonban a francia miniszterelnök veszve látja országa és Nyugat-Európa helyzetét. Chamberlainék is így látják, ezért Giuseppe Bastianini olasz nagykövet segítségével akarnak összeköttetésbe kerülni Hitlerrel. Tervük szerint, amennyiben Churchill ebbe nem egyezik bele, lemondanak és bizalmatlansági szavazással Lord Halifaxet választják meg az ország miniszterelnökévé.
Eközben a brit és francia alakulatokat Dunkerque városánál bekerítik a németek. A háborús kabinet tanácsa ellenére Churchill arra szólítja fel Claude Nicholson dandártábornokot, hogy csapatát vezesse egy öngyilkos akcióba a németekkel szemben, miközben kimenekítik a Dunkerque-nél állomásozó csapatokat.
Franciaország bukása tovább növeli a feszültséget, a háborús kabinet béketárgyalásokat követel. Ekkor váratlanul meglátogatja Churchillt a király, aki nem akar külföldről uralkodni, ezért támogatja a háború folytatását. A miniszterelnök továbbra sem biztos döntésében, ezért lemegy a londoni metróba tanácsot kérni a civilektől. Miután tőlük is támogatást kap, a külső kabinettel találkozik, akiket szintén sikerül meggyőznie.
Végül sor kerül Churchill híres felsőházi beszédére, mely után az egész parlament tapsviharban tör ki.

## Szereplők
| Szerep                   | Színész              | Magyar hang       |
| ------------------------ | -------------------- | ----------------- |
| Winston Churchill        | Gary Oldman          | Harsányi Gábor    |
| Clemmie Churchill        | Kristin Scott Thomas | Kovács Nóra       |
| Elizabeth Layton         | Lily James           | Földes Eszter     |
| VI. György brit király   | Ben Mendelsohn       | Széles Tamás      |
| Halifax vikomt           | Stephen Dillane      | Mertz Tibor       |
| Neville Chamberlain      | Ronald Pickup        | Szacsvay László   |
| Sir John Simon           | Nicholas Jones       | Barbinek Péter    |
| Robert Anthony Eden      | Samuel West          | Lux Ádám          |
| Clement Attlee           | David Schofield      | Csankó Zoltán     |
| Ismay tábornok           | Richard Lumsden      | Bezerédi Zoltán   |
| Ironside tábornok        | Malcolm Storry       | Szélyes Imre      |
| Sir Samuel Hoare         | Benjamin Whitrow     | Cs. Németh Lajos  |
| John Evans               | Joe Armstrong        | Karácsonyi Zoltán |
| Hugh Dowding             | Adrian Rawlings      | Tarján Péter      |
| Bertram Ramsay           | David Bamber         | Besenczi Árpád    |
| Franklin D. Roosevelt    | David Strathairn     | Fodor Tamás       |
| Lord Stanhope            | Jeremy Child         | Perlaki István    |
| Sir Alexander Cadogan    | John Atterbury       | Perlaki István    |
| Lord Kinglsey Wood       | Brian Pettifer       | Varga T. József   |
| Sawyers                  | Philip Martin Brown  | Dézsy Szabó Gábor |
| Nicholson dandártábornok | Richard Glover       | Holl Nándor       |